# Đức Mẹ Naju
Đức Mẹ Naju hay Đức Mẹ khóc tại Naju dùng để chỉ một hiện tượng mà một số người cho là đã xảy ra đối với Tượng Đức Maria tại thành phố Naju, miền nam Hàn Quốc khi pho tượng này chảy nước mắt trong 700 ngày, từ ngày 30 tháng 6 năm 1985 đến ngày 14 tháng 1 năm 1992. Pho tượng cũng được cho là đã toát ra dầu thơm và đổ máu.
Bức tượng là sở hữu của gia đình ông bà Julia Kim (Tên bà là Hong Sun Youn và tên ông là Man Box Julio Kim), một gia đình Công giáo trong thành phố. Bà Julia được cho là người được Đức Mẹ hiện ra để mời gọi mọi người cầu nguyện cho có sự an bình trên thế giới. Tuy nhiên cho đến này, hiện tượng Đức Mẹ khóc tại Naju vẫn chưa được tòa thánh Vatican công nhận. Giới chức công giáo địa phương gần đây cũng phủ nhận điều này và tuyên bố dứt phép thông công những người đến đây cầu nguyện.

## Thị nhân
Julia Kim sinh năm 1947. Năm 25 tuổi, bà kết hôn với Juliô. Ông bà sinh được 4 người con là Rosa, Tomas, Térèsa và Philip. Trước đó, cả hai theo đạo Tin Lành và từ năm 1981, hai người gia nhập đạo công giáo.
Ông Lubino Park là khách hàng quen thuộc ở cửa hàng của gia đình bà. Ông bị chứng bệnh sưng phổi và đã xin bà Julia cầu nguyện cho trước khi khám nghiệm giải phẫu. Bà đã cầu nguyện cho ông. Kết quả sau ba lần tái khám, bác sĩ cho hay ông đã khỏi bệnh. Để trả ơn bà Julia, ông đã tặng bà bức tượng Đức Mẹ ban ơn làm kỷ vật. Đó là nguồn gốc của pho tượng Đức Maria.

## Biến cố
Về sự việc Đức Mẹ khóc, Bà Kim thuật lại: "...tôi đến Naju lúc 11 giờ 20 khuya ngày 30 tháng 6 năm 1985. Tôi đọc kinh Mân côi xin cho kẻ có tội được ơn trở lại và cho những người đang đau khổ tại Kwangju. Đang khi đọc kinh, tôi ngạc nhiên thấy nước mắt chảy dài trên đôi mắt tượng Mẹ. Tôi hồ nghi không phải là nước mắt Mẹ nên tôi đánh thức chồng tôi đang ngủ gục, để nhìn cho rõ. Hai chúng tôi nhìn sát mắt Mẹ và chúng tôi xác định là nước mắt thật sự đã chảy ra từ khoé mắt Mẹ".
Sáng hôm sau khi đến quan sát lại, bà thấy vệt nước chảy từ khoé mắt mẹ hôm qua, giờ vẫn còn chảy đều nhưng bà và chồng đã không tiết lộ chuyện này cho người ngoài. Tuy nhiên sau đó sự việc được nhiều người truyền tai nhau và gia đình ông bà Juliô đã trở thành nơi cầu nguyện suốt đêm ngày. Đức mẹ được cho là đã đổ lệ suốt ba tháng.
Từ ngày 18 tháng 7 năm 1985, bà Julia tự nhận là mình được đón nhận những thông điệp của Đức Mẹ và Chúa Giêsu. Theo đó, Đức Mẹ kêu gọi cầu nguyện để ngăn chặn tội ác, cầu nguyện cho hàng linh mục, tu sĩ, tiếp nhận Thánh Thể và trở nên Tông Đồ của Mẹ. Tiếp đó, bà Julia được cho là đã xuất thần xuất hiện dấu đanh ở chân và máu chảy ra lần đầu vào ngày 19 tháng 10 năm 1987 và tiếp tục trong những lần sau đó.

## Lập trường của giáo hội
Tháng hai năm 1990, Giám mục Hak-Soon Daniel Chi đã đến Naju và ở lại đó 10 ngày. Ông đã điện thoại cho Đức Tổng Giám mục Yoon để thông báo về những điều đã chứng kiến.Vào ngày 24 tháng 11 năm 1994 Khâm Sứ Toà Thánh Giovanni tại Hàn Quốc cùng với vị linh mục thư ký đã viếng thăm Naju.
Việc Julia Kim lãnh nhận mình thánh biến thành thịt vào ngày 22 tháng 9 năm 1995 được xác thực bởi Giám mục Roman Danylak thuộc tổng giáo phận Toronto. Sự việc tương tự ở nhà thờ chính tòa Thánh Tâm Chúa ngày 17 tháng 9 năm 1996 tại Sibu, Sarawak, Malaysia được Giám mục Dominic Su, Giám mục Sibu xác nhận trong thư gửi cho tổng Giám mục Giovanni Bulaitis, Khâm Sứ Tòa Thánh.
Cựu Khâm Sứ Toà Thánh tại Hàn Quốc, Tổng Giám mục Ivan Dias hiện là Tổng trưởng Thánh bộ Loan báo Phúc âm cho các dân tộc cũng từng bày tỏ: "...Tôi xin phó dâng sứ mạng của tôi cho lời cầu nguyện của cha và chị Julia, và cũng nhờ vào những sự đau khổ huyền nhiệm của chị nữa...".
Tuy nhiên, cho đến nay sự việc Đức mẹ khóc xảy ra tại Naju và những "dấu chỉ" được cho là đã xảy ra với Julia Kim vẫn chưa được giáo hội địa phương công nhận. Ngày 1 tháng 1 năm 1998, Tổng Giáo phận Kwangju, sau khi đã lập một ủy ban điều tra từ ngày 30 tháng 12 năm 1994 đã kết luận rằng: những dấu chỉ này "ngược với tín lý Công giáo" "là một âm mưu gây chia rẽ" "giả dối và nhân tạo". Julia bị lên án. Các linh mục, tu sĩ, giáo dân thuộc Tổng Giáo phận Kwangju không được phép đến cầu nguyện tại nhà nguyện được lập ra ở đây.
Tiếp đó vào các năm 2003 và 2005, Tổng Giám mục Giáo phận Kwangju tiếp tục ra quyết định cấm người công giáo viếng thăm và tham dự các nghi thức cầu nguyện tại Naju, Hàn Quốc. Hội đồng Giám mục Hàn Quốc đồng lên tiếng ủng hộ quyết định này. Ngày 23 tháng 1 năm 2008, Tổng Giám mục Andreas Choi Chang-mou, Giáo phận Kwangju - đã ra sắc lệnh "Vì đời sống đức tin lành mạnh, hiệp nhất và thông công của Kitô hữu trong Giáo hội, tôi đau lòng phải đưa ra quyết định dứt phép thông công những ai trong nhóm thị kiến Mẹ Maria tại Naju."
Đức Tổng Giám Mục Andreas Choi Chang-mou Giáo phận Kwangju - Nam Hàn, ngày 21 tháng 1 vừa qua, ra sắc lệnh “Vì đời sống đức tin lành mạnh, hiệp nhất và thông công của Kitô hữu trong Giáo Hội, tôi đau lòng phải đưa ra quyết định dứt phép thông công những ai trong nhóm thị kiến Mẹ Maria tại Naju.”
Phán quyết đưa ra ngày 23/1/08 và được gởi đến tất cả các giáo phận, và đã được phổ biến trên bản tin của Liên Hiệp Truyền Thông Công Giáo Á Châu (UCA News).
Vào các năm 1998, 2003 và 2005 Đức Tổng Giám Mục Giáo phận Kwangju đã ra quyết định cấm chỉ người công giáo viếng thăm và tham dự các nghi thức cầu nguyện tại Naju, Nam Hàn. Hội Đồng Giám Mục Đại Hàn đồng lên tiếng ủng hộ quyết định này.
Đức Tổng Giám Mục Choi cho biết, ngài đã hai lần gặp bà Julia Youn, 60t và chồng bà tại Naju để cảnh cáo họ về việc quảng bá hiện tượng Đức Mẹ hiện ra. Lần thứ nhất vào năm 2003 và lần cuối cùng năm 2005 nhưng họ đã từ chối lắng nghe và cải tà quy chính. Việc dứt phép thông công không phải là một hình phạt hậu quả từ việc phán xét mà là hậu quả tất nhiên khi chọn đặt mình ra khỏi cộng đồng đức tin.
Ông bà Youn dùng các phương tiện truyền thông như ấn loát và mạng lưới toàn cầu ngụ ý nói là việc làm của họ được chính Đức Thánh Cha chấp thuận. Đức Tổng Giám Mục cho biết nói như thế là "họ bôi lọ tôi, Hội Đồng Giám Mục và Giáo Hội Đại Hàn ”.
Đức Tổng Giám Mục giải thích hành động trên chứng tỏ ông bà Julia Youn và môn đồ của họ không có thiện chí hoà giải với Giáo Hội. Vì thế Ngài tuyên bố: “các giáo sĩ, tu sĩ, giáo dân cử hành và tham dự các bí tích và phụng vụ trong nhà nguyện và Tụ điểm hành hương Đức Mẹ ở Naju là nơi tôi đã từng cấm chỉ, đương nhiên mắc vạ tuyệt thông.”
Theo Website riêng của nhóm bà Youn lập ra - www.najumary.or.kr - Youn xác nhận họ được Đức Mẹ mặc khải riêng khi tượng bắt đầu khóc từ năm 1985. Từ ngày đó những người tin vào mặc khải lập núi Đức Mẹ Naju.
Nhóm môn đồ bà Youn phản ứng chống lại quyết định dứt phép thông công của Đức Tổng Giám Mục Choi bằng cách lên án ngài là dùng biện pháp “hạ sách” và “lạc đạo”.